# María Esther Zuno
María Esther Zuno Arce (Guadalajara, Jalisco, 8 de diciembre de 1924 - Ciudad de México, 4 de diciembre de 1999) fue política, y diplomática mexicana. Primera dama de México entre 1970 y 1976 por ser esposa del presidente Luis Echeverría Álvarez. Se negó a adoptar la denominación protocolaria de primera dama y prefirió que se le llamara "compañera".

## Los orígenes
María Esther Zuno Arce nació en Guadalajara el 8 de diciembre de 1924. Fue hija de Carmen Arce, dedicada al hogar, y de José Guadalupe Zuno Hernández (1891-1980), ex gobernador de Jalisco. Sus padres habían contraído matrimonio tres años atrás, en 1921. María Esther era la tercera de doce hijos, seis hombres (José Vicente, José Guadalupe, Juan Ramón, Rubén, Álvaro, Andrés Amado) y seis mujeres (Rebeca, María Eugenia, María Esther, Ana Beatriz y Carmela).

## Matrimonio y familia
María Esther conoció a Luis Echeverría Álvarez en casa de sus amigos Diego Rivera y Frida Kahlo, a quienes Luis admiraba. Después de cinco años de noviazgo, contrajeron matrimonio el 2 de enero de 1945, cuando él aún era estudiante de leyes. José López Portillo fue testigo del enlace, ya que era amigo de Luis Echeverría. Luis y María Esther procrearon ocho hijos: Luis Vicente (fallecido), María del Carmen, Álvaro (fallecido), María Esther, Rodolfo (fallecido), Pablo, Benito y Adolfo.

## Primera dama de México
La señora Echeverría llevó a cabo un intenso trabajo de asistencia social. Fue Dirigente del Instituto Mexicano para la Infancia y la Familia durante el tiempo que su esposo estuvo el cargo presidencial.
María Esther consideraba que no era posible atender al niño sin atender a toda la familia, cuyo pilar es la mujer. Se trataba de que las mujeres ya no solo recibieran ayuda, sino que participaran en la solución de los problemas de sus familias y comunidades, luego de que se les impartiera capacitación. Se impulsaron programas de orientación familiar, principalmente en aquellas comunidades con menos de 2,500 habitantes, a las cuales no llegaban los servicios del gobierno federal. Al estar frente al IMPI, trabajó sobre la planificación impulsando pensar sobre “cómo funciona nuestro organismo [para que], en el futuro podremos asegurar el futuro de cada hijo que cada pareja pueda atender, tanto en alimento como en educación y oportunidades de trabajo para cuando sean adultos”.
La atención se dirigía hacia los problemas cotidianos y los cursos que se impartían eran sobre alimentación y salud. Pero al mismo tiempo se aprovechó para cubrir otros campos: alfabetizar, iniciar a algunas mujeres en el liderazgo político y, como parte fundamental del programa, preparar parteras empíricas.
De modo que la primera dama no solo hizo trabajar a las campesinas: con ella se volvió obligatorio que participaran en la asistencia social las esposas de los gobernadores, de los presidentes municipales, de los miembros del gabinete y de los funcionarios de alto rango y nivel, incluso las esposas de los funcionarios de alto mando del Ejército e incluso las de los embajadores. Organizó a todas ellas para que colaboraran en forma conjunta en lo que paradójicamente se llamó la Red de Servicio Social Voluntario, que ella misma encabezó.
Se impulsaron 23 programas sociales, entre ellos el de construcción de vivienda, de huertos y empresas productivas familiares, de reforestación, de combate a la farmacodependencia, de atención psicológica, de educación especial, de fomento al deporte y de capacitación para el trabajo.

## Después de ser primera dama y últimos años
Terminado el sexenio echeverrista, se reitó de la luz pública.
María Esther Zuno de Echeverría, la primera dama que ofrecía agua de jamaica en las recepciones oficiales, la que recibía a los invitados extranjeros con atuendos típicos de la nación, falleció el 4 de diciembre de 1999, a los 74 años por complicaciones de diabetes en la Ciudad de México.
Su cuerpo fue trasladado al que fuera su hogar, en donde vestida con un llamativo traje de tehuana, fue velada por familiares, amigos e integrantes de la nueva y la vieja clase política del país.